# Pat Turner
Patrick »Pat« Turner, kanadski veslač, * 24. marec 1961, Toronto, Ontario.
Turner je bil član kanadskega osmerca, ki je na Poletnih olimpijskih igrah 1984 v Los Angelesu osvojil zlato medaljo.